# Entente do Báltico

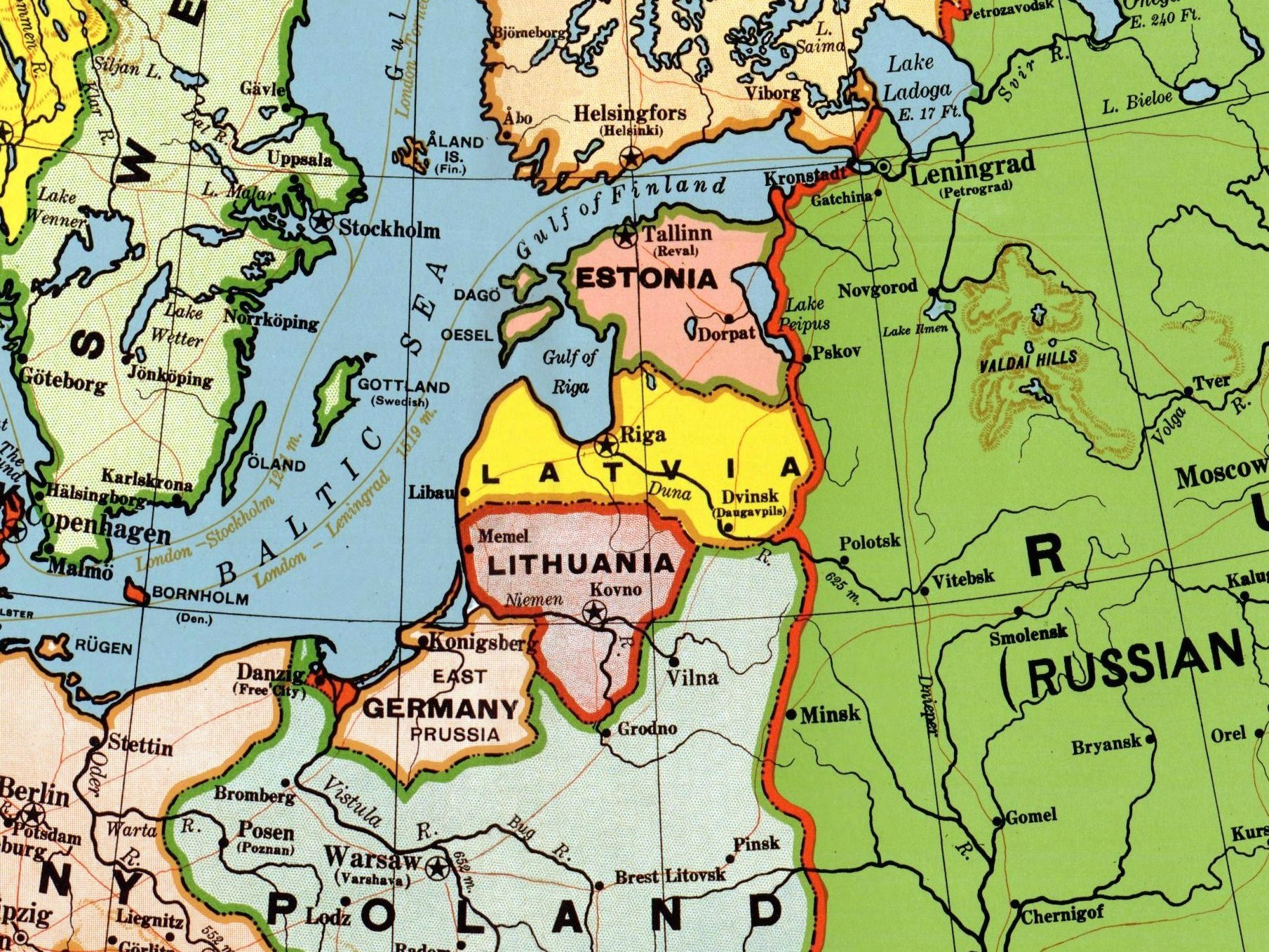
Região Báltica incluindo Estônia, Letônia e Lituânia

A Entente do Báltico foi baseada no Tratado de Entendimento e Colaboração assinado entre a Lituânia, a Letônia e a Estônia em 12 de setembro de 1934 em Genebra. O principal objetivo do acordo era uma ação conjunta na política externa. Incluía também compromissos mútuos de apoiar uns aos outros politicamente e dar apoio diplomático na comunicação internacional. O esforço acabou por ser mal sucedido - a força combinada das três nações e as declarações de neutralidade foram insubstanciais em face dos enormes exércitos da Alemanha nazista e da União Soviética. Os planos para dividir o controle dos territórios europeus localizados entre as duas potências definidos no Pacto Molotov-Ribbentrop de 1939 atribuiu os países bálticos na "esfera de influência" soviética. Como resultado, em 1940, os três países foram de fato ocupados e anexados à União Soviética.

## Formação
A ideia de se criar uma União Báltica iniciou ganhando impulso entre 1914 e 1918 e tornou-se uma consequência direta [carece de fontes?] das esperanças dos povos pela independência. O conceito de unir Estônia, Letônia e Lituânia originou das mentes dos inúmeros refugiados que não tiveram outra opção senão fugir para o oeste para escapar da tirania em sua pátria. Eles reuniram os seus esforços na luta para conseguir a liberdade e criar uma nacionalidade. Seus esforços tornaram-se mais evidentes após o fim da Primeira Guerra Mundial em 1918.
Graças à vitória da Entente na Primeira Guerra Mundial e ao relativo enfraquecimento internacional da Alemanha e da Rússia, tornou-se possível para os Estados bálticos pôr as suas ideias teóricas em prática, estabelecendo-se politicamente no cenário internacional. Os três países bálticos conseguiram garantir a sua independência através da assinatura de tratados de paz individuais com a Rússia em 1920. Isso foi um grande passo em direção a cooperação diplomática entre os Estados bálticos, e permitiu que cada nação recebesse o reconhecimento de sua soberania a partir de outros Estados. A aceitação dos Estados bálticos como membros da Liga das Nações, em setembro de 1921, significou que a estabilidade da Letônia, Estônia e Lituânia parecia aprovada. O principal resultado da Primeira Guerra Mundial - o "sistema de Versalhes" - determinou uma nova ordem internacional na Europa. Sob as novas condições, a questão de solidificar a independência dos Estados Bálticos foi de suma importância.
No entanto, não seria até 1934 que o estabelecimento da união seria possível. A Lituânia permaneceu relutante à ideia, porque a sua estratégia de política internacional contradizia às da Letônia e Estônia. Embora a Letônia e a Estônia vissem a Alemanha e a Rússia Soviética como os principais perigos, a Lituânia procurou aliar-se com esses Estados. Apenas o pacto de não agressão soviético-polonês e o pacto de não agressão germano-polonês em 1934 resultariam no colapso da estratégia das relações internacionais da Lituânia e a obrigaria a alterar a sua posição.

## Finalidade
No cerne da criação da Entente estava o desejo de seus membros de prolongar e solidificar a paz. As razões para criação da Entente foram expressas no preâmbulo do Tratado da Entente Báltica, que foi assinado em 12 de Setembro de 1934:
Firmemente decidido a contribuir para a manutenção e garantia da paz, e para coordenar a sua política externa dentro do espírito dos princípios do Pacto da Liga das Nações, os Estados Bálticos decidiram concluir um tratado.

## Organização
No centro da organização da Entente Báltica estava uma agência de coordenação. A necessidade de criação estava pressuposta pelos planos da Entente de prosseguir uma política externa unificada. A responsabilidade do órgão é estipulada no artigo 2 do Tratado.:
Para os fins declarados no primeiro artigo, as partes contratantes optaram por instituir conferências periódicas dos Ministros das Relações Exteriores dos três países.

## Fatores de desintegração
Se não fosse pelas "fraquezas internas" e um conflito com a Polônia, a Entente do Báltico "poderia ter sido uma entidade importante". Um dos primeiros incidentes que levaram ao desaparecimento dessa união foi a crise polaco-lituana . A crise resultou da morte de um soldado polonês na fronteira lituana. O governo polonês usou esse incidente como uma alavanca para obrigar a Lituânia a voltar ao contato diplomático com a Polônia. Além disso, a Entente nunca se materializou em uma força política real, porque manteve sua política inicial de neutralidade na iminência da Segunda Guerra Mundial - um momento em que manter a neutralidade foi um erro de cálculo óbvio. A seguir estão os fatores adicionais que, no final, levaram ao colapso dos Entente Báltica:
1. A vaga definição do que era considerado uma ameaça e o que era o inimigo comum. Desde o dia de sua criação, a Entente carecia de uma concepção unificada daquilo que consideravam ser uma ameaça e quem eram seus inimigos. Essa ambiguidade conduziu à perda de objetivos comuns entre os países membros, e trouxe a impressão de que a cooperação não foi benéfica para o interesse mútuo.
2. A falta de capacidade de criar segurança mútua. Uma vez que a Entente Báltica não se transformou em uma aliança militar, os seus membros não podiam contar com a organização para garantir a sua segurança.[8]
3. A ausência de uma base econômica. O fato de os três países não serem integrados a um domínio econômico mutuamente benéfico teve seus efeitos sobre o significativo enfraquecimento da aliança. Tendo estruturas econômicas semelhantes, os três foram obrigados a competirem entre si, ao invés de cooperar.
4. Fracasso em estabelecer o sentimento de unidade. Diferenças de destinos, mentalidades e culturas  das nações configuraram os precedentes para mal-entendidos.[9] Uma vez que os países bálticos não sentiam nenhuma identidade histórica em comum, a união dessas nações afastadas intensificou estes sentimentos e fez os povos bálticos divergirem entre si ainda mais.[10]